# Ono no Komachi
En aquest nom japonès, el cognom és Ono.
Ono no Komachi (japonès: 小野 小町; ca. 825-ca. 900) fou una poetessa japonesa durant el període Heian. És considerada una poeta clàssica de la literatura japonesa i fou inclosa per Ki no Tsurayuki com una de les rokkasen (els sis millors poetes yamato-uta (un tipus de poesia japonesa) del període Heian). El seu nom real no es coneix. És coneguda per haver sigut utilitzada com a personatge literari: per exemple apareix en tres obres de teatre noh.